# Тест Лири
Тест Ли́ри, Диагно́стика межли́чностных отноше́ний (ДМО), Интерперсональная диагностика личности (англ. The Interpersonal Diagnosis of Personality) — психодиагностическая методика, созданная Тимоти Лири, Г. Лефоржем и Р. Сазеком в 1954 году, и в 1957 году опубликованная в монографии Тимоти Лири под названием «The Interpersonal Diagnosis of Personality».
В России известна психодиагностическая методика под названием «Диагностика межличностных отношений» (ДМО), которая представляет собой адаптированный и модифицированный вариант оригинальной методики. Автор модификации — Людмила Николаевна Собчик.
Методика достаточно популярна, как за рубежом так и среди отечественных психологов.
Методика предназначена для диагностики представления личности о своём реальном и идеальном «Я». Также тест активно используется для диагностики взаимоотношений в малых группах, например, в семейном консультировании. С помощью данной методики выявляется преобладающий тип отношений к людям в самооценке и взаимооценке.

## Содержание методики
Для представления основных социальных ориентаций Тимоти Лири разработал условную схему — в виде круга, разделенного на секторы. В этом круге, по горизонтальной и вертикальной осям обозначены четыре ориентации: доминирование-подчинение и дружелюбие-враждебность. В свою очередь, эти секторы разделены на восемь — соответственно более частным отношениям.[прояснить] Для еще более тонкого описания, круг делят на 16 секторов, но чаще используются октанты, определенным образом ориентированные относительно двух главных осей.
Схема Тимоти Лири основана на предположении, что чем ближе оказываются результаты испытуемого к центру окружности, тем сильнее взаимосвязь этих двух переменных. Сумма баллов каждой ориентации переводится в индекс, где доминируют вертикальная (доминирование-подчинение) и горизонтальная (дружелюбие-враждебность) оси. Расстояние полученных показателей от центра окружности указывает на адаптивность или экстремальность интерперсонального поведения.
Опросник состоит из 128 оценочных суждений, которые при обработке объединяются в 8 октантов (по 16 пунктов в каждом). Испытуемому предлагается оценить, соответствуют ли данные суждения оцениваемому объекту (реальное Я испытуемого, его идеальное Я, или личность другого человека).
При обработке результатов подсчитываются индексы дружелюбия и индексы доминирования, а также преобладающий тип отношения к окружащим.
Лири выделял следующие типы отношения к окружающим (типы интерперсонального поведения) (в скобках указаны названия в модификации Л. Н. Собчик):
1. Авторитарный (властный-лидирующий)
2. Эгоистичный (независимый-доминирующий)
3. Агрессивный (прямолинейный-агрессивный)
4. Подозрительный (недоверчивый-скептический)
5. Подчиняемый (покорно-застенчивый)
6. Зависимый (зависимый-послушный)
7. Дружелюбный (сотрудничающий-конвенциальный)
8. Альтруистический (ответственно-великодушный)